# Župnija Rateče - Planica
Župnija Rateče Planica je rimskokatoliška teritorialna župnija Dekanije Radovljica Nadškofije Ljubljana. Župnijska cerkev v Ratečah je posvečena Svetemu Duhu.